# Chí Phèo
Chí Phèo là một truyện ngắn nổi tiếng của nhà văn Nam Cao viết vào tháng 2 năm 1941. Chí Phèo là một tác phẩm xuất sắc, thể hiện nghệ thuật viết truyện độc đáo của Nam Cao, đồng thời là một tấn bi kịch của một người nông dân nghèo bị tha hóa trong xã hội. Chí Phèo cũng là tên nhân vật chính của truyện.

## Ra đời
Truyện ngắn Chí Phèo, nguyên có tên là Cái lò gạch cũ; khi in thành sách lần đầu năm 1941, Nhà Xuất bản Đời mới – Hà Nội tự ý đổi tên là Đôi lứa xứng đôi. Đến khi in lại trong tập Luống cày (do Hội Văn hóa cứu quốc xuất bản, Hà Nội, 1946), Nam Cao đặt lại tên là Chí Phèo.
Nam Cao bắt đầu sáng tác từ năm 1936, nhưng đến tác phẩm Chí Phèo, nhà văn mới khẳng định được tài năng của mình. Chí Phèo là một kiệt tác trong văn xuôi Việt Nam hiện đại, một truyện ngắn có giá trị hiện thực và nhân đạo sâu sắc, mới mẻ, chứng tỏ trình độ nghệ thuật bậc thầy của một nhà văn lớn.
Thời gian 1941–1944 là thời sáng tác sung mãn và có hiệu quả nhất trong đời viết văn của Nam Cao. Cố nhiên ngòi bút viết văn của Nam Cao không đạt kỷ lục nào về số lượng, về độ dài hay độ dày. Cái mà ông đạt tới đỉnh cao là chất lượng mới: chất lượng ngôn ngữ nghệ thuật, chất lượng tư duy xã hội và tư duy văn học. Tác phẩm Chí Phèo được phát hành đầu năm 1941 trong tạp chí Đời Mới, cho thấy tài năng của Nam Cao, thể hiện giá trị vô cùng sâu sắc về Chí Phèo

## Các tên gọi
- Cái lò gạch cũ: Đây chính là tên gọi đầu tiên của câu chuyện, để nói lên sự ra đời của Chí Phèo mà không được hưởng bất cứ quyền sống nào của con người. "Cái lò gạch cũ" là hình ảnh không thể thiếu được của Chí Phèo, với tên gọi này giá trị hiện thực của tác phẩm rất sâu sắc khi đề cập tới sự nối tiếp của kiếp đọa đày, hết kiếp này qua kiếp khác của giai cấp thống trị đối với người nông dân, vì vẫn còn đó Chí Phèo con khi Thị Nở nhìn nhanh xuống bụng ở cuối tác phẩm.
- Đôi lứa xứng đôi: khi in thành sách lần đầu năm 1941, nhà xuất bản Đời mới (Hà Nội) tự ý đổi tên thành "Đôi lứa xứng đôi". Tên gọi này được đặt ra sẽ hướng người đọc tới mối tình giữa Thị Nở và Chí Phèo, nhằm giúp người đọc có thể thấy ra sự tàn ác của làng Vũ Đại và Bá Kiến đối với Chí Phèo và sự gặp gỡ của Chí Phèo với Thị Nở. Tên này phù hợp với sở thích người đọc thời đó, nhưng nếu như vậy thì tất cả những giá trị khác của tác phẩm sẽ bị lu mờ bởi cuộc tình éo le giữa Thị và Chí.
- Chí Phèo: Sau 2 tên gọi trên, nhà văn Nam Cao đã quyết định đổi tên truyện thành "Chí Phèo", tên gọi nhân vật chính của câu chuyện. Với nhan đề này thì mọi giá trị của tác phẩm đều hiện hữu một cách sâu sắc bởi tựa đề đã đề cập tới một số phận cụ thể, số phận ấy mang cả giá trị hiện thực lẫn giá trị nhân đạo.

## Chủ đề
Khái quát một hiện tượng xã hội ở nông thôn Việt Nam trước năm 1945, một bộ phận nông dân lao động lương thiện bị đẩy vào con đường tha hóa, lưu manh hóa. Nhà văn đã kết án đanh thép cái xã hội tàn bạo tàn phá cả thể xác và tâm hồn người nông dân lao động, đồng thời khẳng định bản chất lương thiện của họ, ngay trong khi họ bị vùi dập mất cả nhân hình, nhân tính. Chí Phèo là một tác phẩm có giá trị hiện thực và giá trị nhân đạo sâu sắc, mới mẻ.
Chủ đề chính của câu chuyện này là phê phán xã hội phong kiến ngày xưa. Trong truyện, có những sự xuất hiện của con người và nhân vật. Hơn nữa, nhà văn Nam Cao đã đề cao và khẳng định những phẩm chất tốt đẹp, cao quý của Chí Phèo – Thị Nở. Câu chuyện này đã nói lên sự xung đột vô cùng quyết liệt của các tầng lớp khác nhau trong xã hội phong kiến.

## Mô típ
Mô típ (motif) của Truyện Chí Phèo là:
- Mở đầu: cái Lò Gạch
"Một anh đi thả ống lươn, một buổi sáng tinh sương đã thấy hắn trần truồng và xám ngắt trong một váy đụp để bên một lò gạch bỏ không, anh ta rước lấy và đem về cho một người đàn bà góa mù."
- Kết thúc: cũng là cái Lò Gạch
"Đột nhiên Thị thấy thoáng hiện ra một cái lò gạch cũ bỏ không, xa nhà cửa và vắng người lại qua... "

Chi tiết kết thúc tác phẩm đầy ngụ ý, biết đâu lại chẳng có một "Chí Phèo con" bước từ cái lò gạch cũ vào đời để "nối nghiệp cha". Hiện tượng Chí Phèo chưa thể hết khi xã hội tàn bạo vẫn không cho con người được sống hiền lành, tử tế, vẫn còn những người dân lương thiện bị đẩy vào con đường lưu manh, tội lỗi. Nhấn mạnh về sự tha hóa của những con người vốn trong sáng, thiện lành trong xã hội đầy rẫy bất công và thiếu tính khách quan. Sức mạnh phê phán, ý nghĩa điển hình của hình tượng Chí Phèo chính là vạch ra được cái quy luật tàn bạo, bi thảm này trong cái xã hội tối tăm của nông thôn Việt Nam thời đó. Đây là mô típ rất độc đáo của tác phẩm và nó cũng thể hiện sức sống mạnh mẽ về thời gian của tác phẩm.

## Các giai đoạn
Cuộc sống của Chí Phèo được chia làm 3 giai đoạn:
- Giai đoạn 1: Chí Phèo ở tuổi 20 là tá điền cho nhà Lý Kiến, sau đó Chí Phèo bị vu oan, và bị bắt đi tù.
- Giai đoạn 2: Trở về làng sau bảy - tám năm phiêu bạt, Chí Phèo trở thành tay sai, đã giúp Bá Kiến, từ một nông dân bình thường, bây giờ anh ta đã trở thành một tên quái vật hung ác, ngang ngược ở đời. Tiếng chửi của hắn là phản ứng của bản thân với tất cả cuộc đời đầy bi kịch của hắn. Nó đã trở thành một người đàn ông say rượu triền miên. Ý thức cuộc sống cô đơn của Chí Phèo là những người độc tài. Chí Phèo bị tất cả dân làng Vũ Đại loại trừ ra khỏi xã hội. Kết quả là, cả cơ thể và tâm hồn của Chí Phèo đã bị phá hủy nặng nề, trở thành kẻ xấu xa, hung ác. Đang bị áp bức, người nông dân thời bấy giờ đã không có sự lựa chọn nào khác.
- Giai đoạn 3: Ở tuổi 39 - 40, Chí Phèo nhờ có tình thương của Thị Nở đã đánh thức tính người ở Chí Phèo. Hắn đã tỉnh dậy sau những cơn say triền miên. Chí đã trở lại với cuộc sống tự nhiên, đem lòng yêu Thị Nở. Bát cháo hành Thị nấu cho Chí đã làm anh thấy cô là người tốt bụng, đầy trách nhiệm. Hai người đem lòng yêu nhau. Chí đã sống với bản chất đẹp của một con người kể từ đó. Sau đó, vì bị cự tuyệt quyền làm người và nhận ra kẻ thù chính của cuộc đời mình là Bá Kiến, Chí Phèo đâm chết Bá Kiến và tự kết liễu cuộc đời mình. Cái chết của Chí Phèo rất quan trọng, vì nó đã nói lên sự bế tắc của người nông dân bị tha hóa trong xã hội u ám, khiến Chí Phèo rơi vào bước đường cùng.

## Nguyên mẫu
Truyện Chí Phèo lấy bối cảnh của làng Vũ Đại. Nguyên mẫu của làng lấy từ làng Đại Hoàng, xã Hòa Hậu thuộc huyện Lý Nhân, tỉnh Hà Nam
Còn về hai nhân vật Chí Phèo và Thị Nở thì:
| “ | Trong ba người mà cha tôi chọn để xây dựng nhân vật Chí Phèo thì hai ông vẫn sống ở làng cho tới lúc già mới mất, ông còn lại đi biệt tích chứ không đâm chém với Bá Kiến như cha tôi viết. Theo đó, làng xưa có người tên Chí, mổ lợn giúp người ta không đòi tiền mà chỉ xin phèo và rượu nhấm nháp. Khi say lảo đảo, ông không "rạch mặt ăn vạ" mà thường tìm lều chợ để ngủ, hễ ai hỏi đi đâu thì ông luôn nói "đi phèo", ý là đi ngủ. Do vậy, người làng gọi luôn tên Chí Phèo. Ông Chí không lấy vợ, nhưng khoảng cuối thập niên 1930 thì có với bà bán trứng trong làng một người con trai đặt tên Rụ, có vợ và sinh hai con gái. Ông Chí về sau bỏ làng biệt xứ. Người thứ hai tên là Trinh, vốn là đứa trẻ được nhặt từ cái lò gạch trong làng, có vợ và đàn con. Người này "uống rượu nhiều như người ta uống nước, mỗi khi say thường chửi trời, chửi mọi người và ăn vạ". Người thứ ba tên Đào, chính là lực điền đi ở cho ông chánh Bính ở làng. Đào từ thanh niên hiền lành, sau khi bị tù, trở về làng sa vào rượu chè và tính tình ngỗ ngược. Về hai nguyên mẫu Thị Nở, người thứ nhất đúng tên Trần Thị Nở, nhà văn gọi là mợ. Bà Nở là con một ông chuyên đóng cối xay thóc trong làng, bề ngoài xấu xí, tính tình dở hơi, vô tâm và dễ ngủ; sau khi lấy ông trùm Đào thì trở thành mợ của nhà văn Người thứ hai là Trần Thị Thìn. Cô Thìn mặt ngắn, mũi to, da sần sùi, vừa xấu vừa dở tính nên không lấy được chồng, bị bệnh mất năm 1960. Riêng về ông chánh tổng Trần Duy Bính - nguyên mẫu Bá Kiến - còn sống đến sau năm 1945, về sau có nhiều con cháu tham gia kháng chiến hoặc thành đạt ở nhiều nơi. Được biết, tại làng Đại Hoàng, ông Rụ, con trai của ông Chí, khi qua đời để lại hai người con gái. Một người đi lấy chồng xa, một người hiện có chồng con sống ở làng. | ” |
| — Dựa theo quyển Chuyện chưa biết về nhà văn Nam Cao của bà Trần Thị Hồng - người con gái đầu của cố nhà văn Nam Cao | |   |

## Nội dung
Ở làng Vũ Đại. Một sáng tinh sương, một anh thả ống lươn nhặt được đứa bé mới đẻ xám ngắt đùm trong cái váy đụp vứt ở lò gạch cũ. Anh ta rước lấy đem về cho người đàn bà góa mù, bà này bán lại cho bác phó cối. Khi bác phó cối chết, hắn bơ vơ, mãi năm 20 tuổi hắn làm canh điền cho Bá Kiến. Vợ ba Bá Kiến bắt Chí bóp chân và xem Chí như một vật lợi dụng. Bá Kiến biết được và thế là Chí bị người ta giải huyện... Đi tù bảy, tám năm sau hắn trở lại làng, mặt mày trông khác hẳn, trông như một thằng săng đá! Về hôm trước thì hôm sau hắn đã ngồi ở chợ uống rượu với ăn thịt chó từ trưa đến xế chiều, rồi xách vỏ chai đến thẳng nhà Bá Kiến gây sự. Xô xát với Lý Cường, hắn đập vỏ chai, rạch mặt kêu trời ăn vạ. Sau cái vụ Năm Thọ, Binh chức, cụ Bá róc đời xử nhũn với Chí Phèo. Cụ mời hắn vào nhà, giết gà đãi rượu, lúc hắn ra về còn đãi một đống bạc uống thuốc.

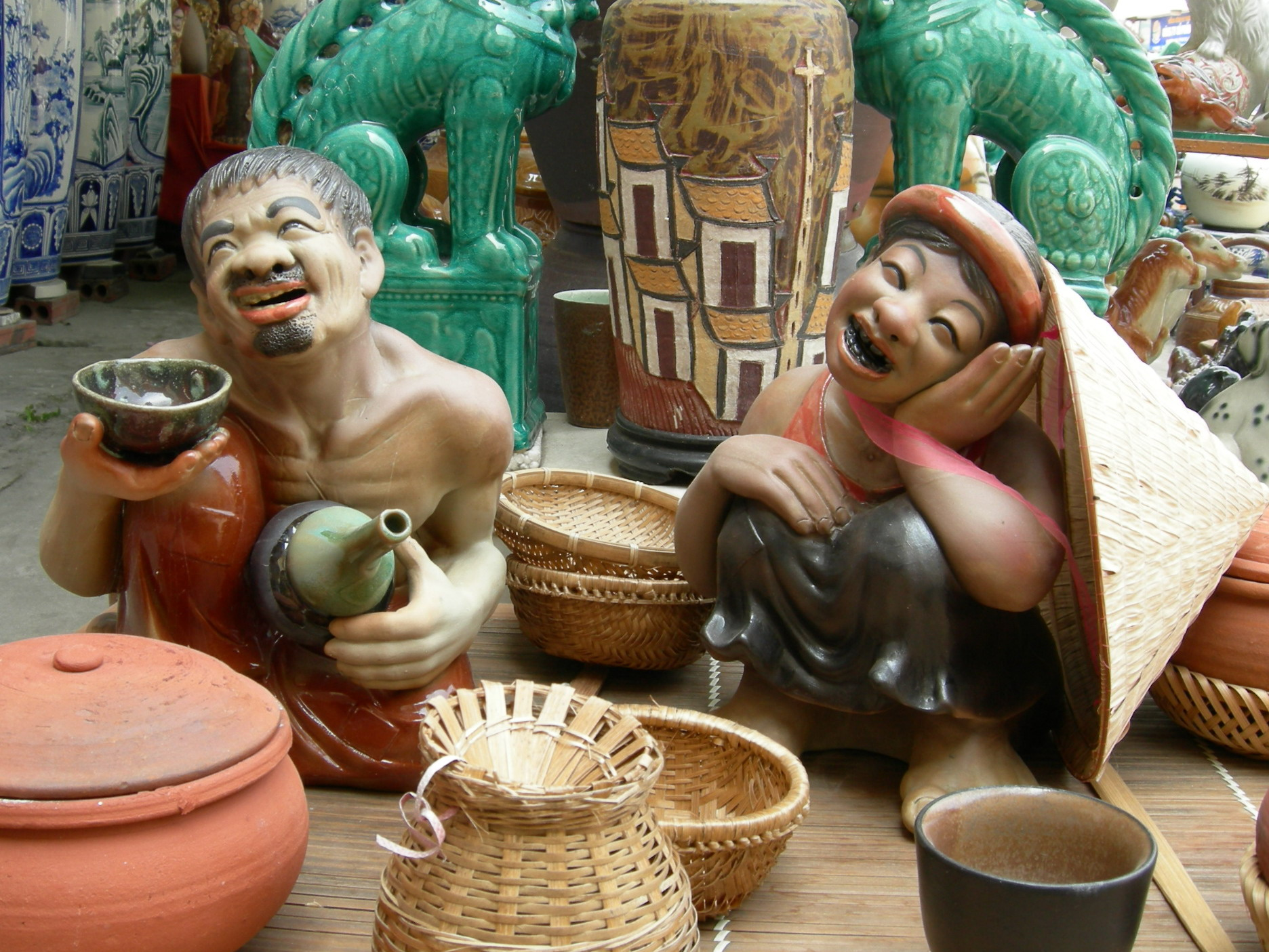
Tượng Chí Phèo và Thị Nở bày bán tại chợ Gốm Bát Tràng.

Bốn hôm sau, Chí Phèo đốt quán bà bán rượu... Hắn mang theo một con dao nhọn đến xin Cụ Bá đi ở tù. Chỉ một câu nói khích, cụ đã sai được Chí Phèo đến nhà đội Tảo đòi 50 đồng bạc nợ cho cụ. Chẳng phải giao tranh đổ máu, hắn đã đòi được nợ đem về. Cụ bá cho hắn 5 đồng và bán cho hắn 5 sào vườn ngoài bãi sông mới cắm thuế của một người làng. Năm đó Chí 27 hay 28 tuổi, hắn bỗng thành có nhà. Hắn trở thành anh đầy tớ chân tay mới của Bá Kiến, chuyên đâm thuê chém mướn, rạch mặt ăn vạ. Hắn đập đầu, rạch mặt, chửi bới, dọa nạt trong lúc say, uống rượu trong lúc say, để rồi say mãi, say vô tận. Hắn chửi trời, chửi cả làng Vũ Đại, chửi con mẹ chết tiệt nào đẻ ra hắn cho hắn khổ. Năm đó hắn ngoài 40, cái mặt như mặt một con vật lạ. Cả làng Vũ Đại đều sợ hắn một khi hắn đi qua trước mặt.
Tình cờ một đêm trăng, Chí Phèo lần vô nhà Tự Lãng, tên hoạn lợn kiêm nghề thầy cúng, hai đứa uống hết cả ba chai rượu. Ngứa ngáy quá, Chí lảo đảo đi về lều. Hắn gặp Thị Nở đang há hốc mồm ngủ dưới trăng, hắn ôm chầm lấy thị, ăn nằm với thị. Gần sáng Chí bị cảm, hắn được Thị Nở, người đàn bà xấu ma chê quỷ hờn cho ăn cháo hành. Cũng là lần đầu tiên hắn được ăn cháo hành lại do bàn tay một người đàn bà cho. Hắn bâng khuâng nhớ lại một thời trai trẻ, hắn muốn cùng thị làm thành một cặp rất xứng đôi. Chí Phèo thèm lương thiện. Và hắn say thị lắm. Nhưng đến hôm thứ 6, thị nghĩ bụng: hãy dừng yêu để hỏi cô thị đã. Thị Nở bị bà cô xỉa xói vào mặt. Thị ton ton chạy sang lều trút tất cả giận dữ lên mặt nhân ngãi. Chí Phèo ngẩn mặt ra, chạy theo Thị Nở, hắn đã bị nhân tình giúi cho một cái ngã lăn khoèo xuống đất. Hắn toan đập đầu ăn vạ nhưng hắn chưa thật say. Và hắn uống, uống thêm chai nữa, càng uống càng tỉnh, càng nhớ cái cuộc đời mình. Hắn đi đến nhà Bá Kiến với con dao ở thắt lưng để đòi lương thiện. Chém chết Bá Kiến, hắn đâm cổ tự sát. Cả làng Vũ Đại xôn xao kéo đến xem hai con quỷ giết nhau. Bà cô chì chiết Thị Nở. Thị nhìn nhanh xuống bụng mình rồi ngẩn lên nhìn về cái lò gạch cũ bỏ không vắng vẻ.

## Nhân vật

### Giới thiệu
Cách mà Nam Cao xây dựng nhân vật rất điển hình và độc đáo; Bá Kiến, Chí Phèo vừa tiêu biểu cho những loại người có bề dày trong xã hội, vừa là những cá tính độc đáo và có sức sống mạnh mẽ. Tâm lý nhân vật được miêu tả thật tinh tế sắc sảo, tác giả đã đi sâu vào nội tâm để diễn tả những diễn biến tâm lý phức tạp của từng nhân vật.

### Chí Phèo
- Nhân vật chính của câu chuyện;
- Người nông dân lương thiện bị đẩy vào con đường cùng và càng ngày càng bị tha hoá;
- Bị  bọn cường hào ác độc  đẩy vào nhà tù;
- Nhà tù thực dân đã tiếp tay cho cường hào thâm độc để giết chết nhân cách con "người" trong  người Chí Phèo, biến Chí thành Phèo, biến người nông dân lương thiện thành quỷ dữ.
- Nỗi thống khổ ghê gớm của nhân vật. Nỗi thống khổ đó không phải là không nhà, không cửa, không cha không mẹ, không họ hàng thân thích; mà chính là Chí Phèo bị xã hội vằm nát cả một mặt người, cướp đi linh hồn người, phải sống kiếp sống tối tăm của con vật lạ. Đó chính là nỗi thống khổ của cá thể sinh ra là người nhưng lại không được làm người và bị xã hội từ chối, xua đuổi. Tình trạng bi thảm này được tác giả minh chứng trong đoạn mở đầu giới thiệu một chân dung, một tính cách "hấp dẫn", vừa hé cho thấy một số phận bi đát. Dù say rượu đến điên khùng, Chí Phèo vẫn như cảm nhận thấm thía "nông nỗi" khốn khổ của thân phận mình. Anh chửi trời, chửi đời; rồi chuyển sang chửi tất cả làng Vũ Đại, cuối cùng anh chửi thằng cha con mẹ nào đẻ ra cái thằng Chí Phèo. Không ai chửi lại anh, vì rất đơn giản là không ai coi anh là con người cả.
- Bản chất lương thiện của những con người khốn khổ. Chí Phèo đến với Thị Nở trong một đêm trăng say rượu. Như điều kỳ diệu là Thị Nở không phải chỉ khơi dậy bản năng ở gã đàn ông say, mà lòng yêu thương mộc mạc chân thành, sự chăm sóc giản dị của người đàn bà khốn khổ ấy đã làm thức tỉnh Chí Phèo.
- Luôn tha thiết mong được thương yêu, được cảm thông và được sống hoà nhập với mọi người.
- Không thể trở lại làm người lương thiện được. Chí Phèo bộc lộ tất cả bi kịch nội tâm đau đớn: "Tao muốn làm người lương thiện (…) Không được! Ai cho tao lương thiện? Làm thế nào cho mất được những vết mảnh chai trên mặt này? Tao không thể là người lương thiện được nữa. Biết không!".

### Bá Kiến
Trong truyện, Bá Kiến là nhân vật lòng dạ độc ác nhân ác đức. Có thể nói rằng, Bá Kiến ngoài mặt rất hiền lành với Chí Phèo. Nhưng thật ra, hắn lại là nhân vật độc ác, xấu xa. Bá Kiến đã xuất hiện khi Chí Phèo đang say rượu và khen khuôn mặt của Chí Phèo như con có xồn". Để đạt được mục đích, ông về đỡ Chí Phèo vào trong nhà, mời xơi nước và khiến cho anh ta trở thành một tay sai nguy hiểm. Nhân vật Bá Kiến nói chuyện ngon ngọt với Chí Phèo chính là chi tiết được nhà văn Nam Cao sử dụng trong truyện để thay đổi tình hình của nhân vật.
Đây là một nhân vật:
- Tiêu biểu cho giai cấp thống trị, với bộ mặt tàn ác xấu xa. Điển hình cho tầng lớp địa chủ, cường hào ở nông thôn thời bấy giờ; độc ác, tìm mọi cách để bóc lột, lừa gạt nông dân, sẵn sàng cấu kết với nhau để bóc lột người nghèo, nhưng cũng tìm cách xâu xé, hãm hại nhau. Bản chất gian hùng, mềm nắn rắn buông, sợ kẻ cố cùng liều thân, bám thằng có tóc, một người khôn ngoan thì chỉ bóp đến nửa chừng, ngấm ngầm đẩy người ta xuống sông, nhưng rồi lại dắt nó lên để nó đền ơn. Nam Cao xây dựng nhân vật này dựa trên cảm hứng từ nhân vật Tào Tháo trong Tam quốc diễn nghĩa của La Quán Trung, trong truyện Bá Kiến hay có "cái cười Tào Tháo".
- Cư xử với Chí Phèo hết sức nham hiểm, tàn nhẫn, khi thì dọa nạt, khi thì mềm mỏng ngọt ngào. Bá Kiến đã biến Chí Phèo từ một con người lương thiện trở thành lưu manh và rồi từ lưu manh thành quỷ dữ. Và cũng chính hắn đã biến Chí Phèo trở thành một tên tay sai đắc lực cho hắn để tiêu diệt Đội Tảo đe dọa dân làng Vũ Đại.
- Bản chất gian hùng ấy của Bá Kiến tập trung đầy đủ trong cái cách đối xử của nhân vật với Chí Phèo, được khắc họa qua những chi tiết ngoại hình thật độc đáo.

## Đánh giá
- Tác phẩm Chí Phèo mang giá trị nhân đạo sâu sắc, thể hiện tấm lòng yêu thương, trân trọng của Nam Cao đối với những người khốn khổ.
- Chí Phèo còn là tiếng kêu cứu thiết tha của những người bất hạnh; Hãy bảo vệ và đấu tranh cho quyền được làm người của những con người lương thiện; Họ phải được sống và sống hạnh phúc, không còn những thế lực đen tối của xã hội đẩy họ vào chỗ khốn cùng, bế tắc, đầy bi kịch xót xa.
- Đến đây ta có thể nghĩ rằng, Chí Phèo đã làm hiện hình cái văn hoá vô chính phủ của dân làng Vũ Đại, là hiện thân những khát vọng nổi loạn tiềm ẩn trong vô thức cộng đồng. Ai cũng muốn đái vào cái miếu đã mất thiêng nhưng không dám đái, thì có Chí Phèo đái hộ. Sự dung túng Chí Phèo là một hình thức phản kháng của người dân.
- Truyện "Chí Phèo" là một truyện ngắn độc đáo, thấm nhuần tinh thần nhân đạo sâu sắc, khắc họa tính cách nhân vật, phân tích chiều sâu tâm lý và bi kịch nhân vật, xây dựng thành công những nhân vật điển hình bất hủ, nghệ thuật trần thuật linh hoạt, tự nhiên mà vẫn nhất quán, chặt chẽ, ngôn ngữ nghệ thuật đặc sắc, cách kể chuyện hấp dẫn, lôi cuốn là những thành công đặc sắc của Nam Cao. Truyện "Chí Phèo" là một trong những truyện ngắn hay nhất viết về đề tài nông dân trong nền Văn học Việt Nam hiện đại.

## Chí Phèotrong đời sống xã hội
Nhiều truyện ngắn của ông được xem như là khuôn thước cho thể loại này. Đặc biệt, một số nhân vật của Nam Cao trở thành những hình tượng điển hình, được sử dụng trong ngôn ngữ hàng ngày. Chí Phèo đã đi vào đời sống và thành một cái tên để chỉ những người cùng đồ hung dữ, luôn luôn bơi ngược dòng đời sống và có những hành động không kiểm soát được bằng lý trí. Ngay cả trong văn chương, có những người dùng chữ "Chí Phèo" để nói về một người khác với cả sự khinh miệt. Từ ngữ "Chí Phèo" đã thành một danh từ, một tính từ để chỉ và mô tả một mẫu người đặc biệt trong xã hội mà người ta đã quen dùng. Trong đời sống xã hội Việt Nam ngày nay, từ Chí Phèo thường được dùng để chỉ những người thích ăn vạ, thô bạo, hay uống rượu say, có những tính cách giống nhân vật Chí Phèo trong truyện. Hiện nay, đã từng xảy ra trường hợp có một "Chí Phèo" vi phạm luật giao thông, chửi lại cảnh sát giao thông khi bị xử phạt.

## Câu nói nổi tiếng của Chí Phèo
| “          | Tao muốn làm người lương thiện, ai cho tao lương thiện? | ” |
| — Chí Phèo |                                                         |   |

Ảnh hưởng từ câu nói này, ngày 3/4/2013, báo VietNamNet đăng tải một bài viết mang tên "Ai cho giáo viên trung thực?" do Phạm Trang tổng hợp từ ý kiến của những người trong ngành giáo dục, các giáo viên, độc giả. Bài báo nhấn mạnh việc tán thành về việc xây một nền giáo dục trung thực, song để có giáo dục trung thực thì cả xã hội, các ngành nghề khác, mỗi người đều phải vào cuộc, tạo nên một sự thay đổi đồng bộ.

## Các phiên bản tái hiện

### Chuyển thể thành phim

#### Làng Vũ Đại ngày ấy
Làng Vũ Đại ngày ấy là tên của một bộ phim truyện chuyển thể do Xí nghiệp Phim truyện Việt Nam sản xuất năm 1982, thời lượng: 90 phút; Tác giả Kịch bản: Đoàn Lê; Đạo diễn: Phạm Văn Khoa. Làng Vũ Đại ngày ấy là câu chuyện tổng hợp dựa theo các tác phẩm nổi tiếng Chí Phèo, Sống mòn, Lão Hạc của nhà văn Nam Cao. Bối cảnh trong phim là Chí Phèo rạch mặt, hay ăn vạ giống như trong chuyện. Sau nhiều năm phiêu bạt, Chí Phèo một gã trai làng tứ cố vô thân trở về ăn vạ, gây gổ với mọi người. Vai Chí Phèo được thể hiện bởi NSND Bùi Cường.

#### Giấc mơ của Chí Phèo
Vào đầu năm 2009, Công ty nghe nhìn Thăng Long cũng sản xuất một bộ phim có tên Giấc mơ của Chí Phèo với nội dung tương tự, kịch bản có ghép thêm một vài chi tiết hiện đại. Vai Chí Phèo được đóng bởi NSND Trung Hiếu.

### MV ca nhạc
Năm 2019, MV "Hết thương cạn nhớ" của ca sĩ Đức Phúc về làng Vũ Đại có nhân vật Chí Phèo do diễn viên Kiều Minh Tuấn đảm nhiệm.